# サム・モリ
サム・モリ（Sam Moli、1998年12月24日 - ）は、スーパーラグビー・パシフィック、モアナ・パシフィカに所属するラグビー選手。

## プロフィール
- ニュージーランド・ギズボーン出身[1]。
- ポジションはフッカー(HO)。
- 身長 185cm、体重 114kg
- 兄のアトゥナイサも弟のモヌもラグビー選手。
- トンガ代表キャップ数は18(2025年1月現在）でラグビーワールドカップ2023のトンガ代表に選ばれた[2]。

## 略歴
タスマンを経て、2022年、モアナ・パシフィカに加入。